# The Rolling Stones American Tour 1969
Il The Rolling Stones American Tour 1969 è stato il primo tour ufficiale dei Rolling Stones negli Stati Uniti d'America fin dal luglio 1966, dopo un'assenza dovuta a complicazioni giudiziarie dovute alle droghe.
Il tour ebbe inizio nel novembre 1969 e durò circa un mese. Il critico rock Robert Christgau lo definì il "primo tour rock mitico della storia", mentre il giornalista musicale Dave Marsh scrisse che il tour "è parte integrante della leggenda del rock and roll" e uno dei "punti di riferimento di un'epoca".

## Storia
Invece di esibirsi in locali piccoli o medi davanti a un pubblico di ragazzine urlanti, la band decise di suonare in arene e stadi dedicandosi a un pubblico più maturo che prestasse ascolto alla musica. Il gruppo impiegò un sistema di amplificazione più sofisticato, e le luci sul palco furono curate da Chip Monck. Si trattò del primo tour di Mick Taylor con la band; egli aveva sostituito Brian Jones in giugno, poco tempo prima della morte di Jones, ed aveva suonato con gli altri solamente in un concerto (il celebre concerto gratuito a Hyde Park) prima dell'inizio del tour.
Alcune delle prove per la tournée si svolsero nello scantinato della casa di Stephen Stills a Laurel Canyon, Los Angeles.
Il tour ebbe inizio il 7 novembre a Fort Collins (Colorado), e poi proseguì da ovest a est, spesso effettuando due esibizioni al giorno. La seconda data del tour, al The Forum di Los Angeles, attirò l'attenzione dei media nazionali in quanto coincise con l'inaugurazione del locale. Nella sua recensione dei concerti del 27 e 28 novembre al Madison Square Garden di New York, Francis X. Clines del The New York Times definì il tour "il più importante evento rock dell'anno".
Altro concerto celeberrimo è quello tenutosi il 9 novembre a Oakland, California, dal quale fu tratto il bootleg Live'r Than You'll Ever Be, uno dei primi dischi rock pirata dal vivo.
Il 23 novembre, il gruppo apparve nel programma televisivo The Ed Sullivan Show. Gimme Shelter aprì lo show che si concluse con Love in Vain e Honky Tonk Women. La band finse di suonare gli strumenti su base pre-registrata mentre Jagger cantò dal vivo. La performance fu registrata presso gli studi della CBS di Los Angeles e poi montata per far sembrare che fosse avvenuta a New York.
Al termine della tournée, il 6 dicembre i Rolling Stones vollero organizzare un concerto gratuito a Altamont, in risposta alle critiche ricevute dalla stampa circa il prezzo elevato dei biglietti del tour.
Gli Stati Uniti erano in un momento di particolare tensione politica all'epoca di questa tournée, e alcuni gruppi di militanti interpretarono i concerti dei Rolling Stones come una sorta di "chiamata alle armi" e un incitamento a compiere delle azioni politiche radicali, in particolar modo alla luce della canzone del 1968 Street Fighting Man degli stessi Stones. I Rolling Stones non avevano nessun interesse in tutto questo, e mentre era in tour Mick Jagger rifiutò pubblicamente una richiesta di finanziamento da parte delle Black Panthers.
Il ricavato dei biglietti del tour fruttarono 1 milione di dollari circa, con prezzi che andavano dai 3 agli 8 dollari. Questo tour rappresentò un nuovo modello finanziario per i concerti rock, messo in piedi da Ronnie Schneider, unico produttore e manager finanziario della tournée. Schneider era il nipote di Allen Klein, che era stato recentemente licenziato da Keith Richards e Sam Cutler.
Né Schneider né gli Stones avevano al momento i soldi necessari per finanziare questa impresa, quindi Schneider dovette inventarsi un nuovo modello di business e ciò significava che la band avrebbe ottenuto una percentuale lorda degli incassi e chiedendo un anticipo del 50%, si riuscì a finanziare gli spettacoli.
Il ruolo di Schneider riguardava la sicurezza delle entrate al botteghino per conto della band. In questo modo, la band stessa (e Schneider, i cui interessi erano allineati a quelli del gruppo) avevano il controllo di tutti i soldi relativi al tour. A nome dei Rolling Stones, Schneider ha centralizzato il controllo, la proprietà e la gestione dei diritti accessori, la licenza e la commercializzazione di poster, magliette, programmi e altri materiali relativi ai concerti, migliorando notevolmente la base di entrate del gruppo durante il tour. Molte altre band seguirono l'esempio negli anni '70.
Il disco dal vivo Get Yer Ya-Ya's Out! del 1970, in gran parte tratto dai concerti al Madison Square Garden, documentò ufficialmente il tour, come anche il film documentario Gimme Shelter del 1970 diretto dai fratelli Albert e David Maysles, che incentrato principalmente sul famigerato concerto di Altamont, include inoltre parte delle esibizioni del gruppo al Madison Square Garden.

## Formazione
The Rolling Stones
- Mick Jagger – voce solista, armonica a bocca
- Keith Richards – chitarra, cori
- Mick Taylor – chitarra
- Bill Wyman – basso
- Charlie Watts – batteria

Musicisti aggiuntivi
- Ian Stewart – pianoforte

## Scaletta
La scaletta tipica dei brani eseguiti dalla band durante la tournée include le canzoni sotto citate, anche se ci furono alcune variazioni (notare la presenza di Gimme Shelter in Live'r Than You'll Ever Be e di Brown Sugar eseguita per la prima volta al concerto di Altamont).
- Tutti i brani sono opera di Mick Jagger & Keith Richards, eccetto dove indicato.

1. Jumpin' Jack Flash
2. Carol (Chuck Berry)
3. Sympathy for the Devil
4. Stray Cat Blues
5. Love in Vain (Robert Johnson)
6. Prodigal Son (Robert Wilkins)
7. You Gotta Move (Fred McDowell/Reverendo Gary Davis)
8. Under My Thumb
9. I'm Free
10. Midnight Rambler
11. Live with Me
12. Little Queenie (Berry)
13. (I Can't Get No) Satisfaction
14. Honky Tonk Women
15. Street Fighting Man

## Date
NOTA: La data prevista per la conclusione ufficiale del tour era il 29 novembre 1969 a Boston. Le esibizioni tenute dagli Stones al West Palm Beach International Music and Arts Festival del 30 novembre e l'Altamont Free Concert del 6 dicembre furono programmate come eventi speciali separati ed aggiunti mentre la tournée era in corso di svolgimento.
| Data                      | Città           | Nazione      | Luogo                                 | Artisti di supporto/ Evento                           |
| Nord America              | Nord America    | Nord America | Nord America                          | Nord America                                          |
| ------------------------- | --------------- | ------------ | ------------------------------------- | ----------------------------------------------------- |
| 7 novembre 1969           | Fort Collins    | Stati Uniti  | Moby Gymnasium                        | B.B. King Terry Reid                                  |
| 8 novembre 1969 (2 show)  | Inglewood       | Stati Uniti  | The Forum                             | Ike & Tina Turner B.B. King Terry Reid                |
| 9 novembre 1969 (2 show)  | Oakland         | Stati Uniti  | Oakland–Alameda County Coliseum Arena | Ike & Tina Turner B.B. King Terry Reid                |
| 10 novembre 1969          | San Diego       | Stati Uniti  | San Diego International Sports Center | Ike & Tina Turner B.B. King Terry Reid                |
| 11 novembre 1969          | Phoenix         | Stati Uniti  | Arizona Veterans Memorial Coliseum    | Ike & Tina Turner B.B. King Terry Reid                |
| 13 novembre 1969          | University Park | Stati Uniti  | Moody Coliseum                        | Chuck Berry Terry Reid                                |
| 14 novembre 1969 (2 show) | Auburn          | Stati Uniti  | Memorial Coliseum                     | Chuck Berry Terry Reid                                |
| 15 novembre 1969 (2 show) | Champaign       | Stati Uniti  | Assembly Hall                         | Chuck Berry Terry Reid                                |
| 16 novembre 1969 (2 show) | Chicago         | Stati Uniti  | International Amphitheatre            | Chuck Berry Terry Reid                                |
| 23 novembre 1969          | New York        | Stati Uniti  | Ed Sullivan Theater                   | The Ed Sullivan Show                                  |
| 24 novembre 1969          | Detroit         | Stati Uniti  | Detroit Olympia                       | B.B. King Terry Reid                                  |
| 25 novembre 1969          | Filadelfia      | Stati Uniti  | Spectrum                              | B.B. King Terry Reid                                  |
| 26 novembre 1969          | Baltimora       | Stati Uniti  | Baltimore Civic Center                | B.B. King Terry Reid                                  |
| 27 novembre 1969          | New York City   | Stati Uniti  | Madison Square Garden                 | Ike & Tina Turner B.B. King Terry Reid                |
| 28 novembre 1969 (2 show) | New York City   | Stati Uniti  | Madison Square Garden                 | Ike & Tina Turner B.B. King Terry Reid                |
| 29 novembre 1969 (2 show) | Boston          | Stati Uniti  | Boston Garden                         | B.B. King Terry Reid                                  |
| 30 novembre 1969          | Jupiter         | Stati Uniti  | Palm Beach International Raceway      | West Palm Beach International Music and Arts Festival |
| 6 dicembre 1969           | Tracy           | Stati Uniti  | Altamont Speedway                     | Altamont Speedway Free Festival                       |